# Calendario dorico
Il Calendario dorico era un antico calendario composto da dodici mesi usato a Sparta e nei territori che subivano la sua influenza. Nell'antica Grecia non c'era un solo calendario, ma ogni città aveva il proprio.   
Il calendario dorico è un calendario lunare simile a quello attico. I mesi, lunari, si susseguivano con la periodicità di ventinove e trenta giorni; l'ultimo giorno di un mese era detto ἕνη καὶ νέα, "vecchio e nuovo"; questo nome era stato creato da Solone, che però lo riferiva solo ai mesi di trenta giorni.
I mesi erano dodici e, per evitare lo sfasamento rispetto alle stagioni, si aggiungeva periodicamente un mese intercalare.
L'inizio dell'anno era determinato dall' equinozio autunnale: il primo mese era Boedromione.
Nel calendario dorico il Metagitnione ateniese si chiamava Carneo: durante tale mese si celebravano le famose feste Carnee, dedicate ad Apollo Carneo.
Durante le Carnee era vietato intraprendere azioni belliche: nella battaglia di Maratona (490 a.C.) il contingente spartano, partito in ritardo a causa delle feste Carnee, arrivò il giorno dopo la vittoria degli Ateniesi sui Persiani.

## Suddivisione mensile
Il calendario aveva la seguente suddivisione mensile:
| Estate (Θέρος)       | Estate (Θέρος) | Estate (Θέρος) | Estate (Θέρος)    |
| -------------------- | -------------- | -------------- | ----------------- |
| 1                    | Ecatombeone    | Ἑκατομϐαιών    | luglio-agosto     |
| 2                    | Carneo         | Μεταγειτνιών   | agosto-settembre  |
| 3                    | Boedromione    | Βοηδρομιών     | settembre-ottobre |
| Autunno (Φθινόπωρον) |                |                |                   |
| 4                    | Pianepsione    | Πυανεψιών      | ottobre-novembre  |
| 5                    | Maimatterione  | Μαιμακτηριών   | novembre-dicembre |
| 6                    | Posideone      | Ποσειδεών      | dicembre-gennaio  |
| Inverno (Χεῖμα)      |                |                |                   |
| 7                    | Gamelione      | Γαμηλιών       | gennaio-febbraio  |
| 8                    | Antesterione   | Ἀνθεστηριών    | febbraio-marzo    |
| 9                    | Elafebolione   | Ἑλαφηϐολιών    | marzo-aprile      |
| Primavera (Ἔαρ)      |                |                |                   |
| 10                   | Munichione     | Μουνιχιών      | aprile-maggio     |
| 11                   | Targelione     | Θαργηλιών      | maggio-giugno     |
| 12                   | Sciroforione   | Σκιροφοριών    | giugno-luglio     |